# Dimitrios Roussopoulos
Pour les articles homonymes, voir Roussopoulos.
 (mai 2025).
La mise en forme du texte ne suit pas les recommandations de Wikipédia : il faut le « wikifier ».
Les points d'amélioration suivants sont les cas les plus fréquents. Le détail des points à revoir est peut-être précisé sur la page de discussion.
- Les titres sont pré-formatés par le logiciel. Ils ne sont ni en capitales, ni en gras.
- Le texte ne doit pas être écrit en capitales (les noms de famille non plus), ni en gras, ni en italique, ni en « petit »…
- Le gras n'est utilisé que pour surligner le titre de l'article dans l'introduction, une seule fois.
- L'italique est rarement utilisé : mots en langue étrangère, titres d'œuvres, noms de bateaux, etc.
- Les citations ne sont pas en italique mais en corps de texte normal. Elles sont entourées par des guillemets français : « et ».
- Les listes à puces sont à éviter, des paragraphes rédigés étant largement préférés. Les tableaux sont à réserver à la présentation de données structurées (résultats, etc.).
- Les appels de note de bas de page (petits chiffres en exposant, introduits par l'outil «  Source ») sont à placer entre la fin de phrase et le point final[comme ça].
- Les liens internes (vers d'autres articles de Wikipédia) sont à choisir avec parcimonie. Créez des liens vers des articles approfondissant le sujet. Les termes génériques sans rapport avec le sujet sont à éviter, ainsi que les répétitions de liens vers un même terme.
- Les liens externes sont à placer uniquement dans une section « Liens externes », à la fin de l'article. Ces liens sont à choisir avec parcimonie suivant les règles définies. Si un lien sert de source à l'article, son insertion dans le texte est à faire par les notes de bas de page.
- La présentation des références doit suivre les conventions bibliographiques. Il est recommandé d'utiliser les modèles {{Ouvrage}}, {{Chapitre}}, {{Article}}, {{Lien web}} et/ou {{Bibliographie}}. Le mode d'édition visuel peut mettre en forme automatiquement les références.
- Insérer une infobox (cadre d'informations à droite) n'est pas obligatoire pour parachever la mise en page.

Pour une aide détaillée, merci de consulter Aide:Wikification.
Si vous pensez que ces points ont été résolus, vous pouvez retirer ce bandeau et améliorer la mise en forme d'un autre article.
Dimitrios I. Roussopoulos (né en 1936) est un militant politique, écrivain, organisateur communautaire et éditeur canadien.

## Biographie
Roussopoulos étudie la philosophie, la politique et l'économie dans plusieurs universités de Montréal et de Londres. Il est toujours resté institutionnellement indépendant, sauf lorsqu'il a enseigné pendant deux ans, à la fin des années 1960, dans un collège progressiste.

## Carrière
L'activisme politique et pacifiste de Roussopoulos débute à Londres, en Angleterre. Il fonde en 1959 la Combined Universities Campaign for Nuclear Disarmament et organise la première manifestation étudiante de l'après-guerre à Ottawa. Il fonde et édite la première revue trimestrielle de recherche sur la paix au Canada, Our Generation, en 1961. Son premier numéro est diffusé à trois mille exemplaires et est préfacé par Bertrand Russell.
En 1969, Roussopoulos fonde Black Rose Books, une maison d'édition internationale connue pour avoir publié des ouvrages de Noam Chomsky et Murray Bookchin, entre autres.
Le premier livre qu'il publie est The New Left in Canada, en 1969, qui relate son expérience en tant que militant de la Nouvelle gauche au Canada dans les années 1960.
Dans une interview en 2021, Roussopoulos déclare que la mission de la maison d'édition était triple : diffuser les idées de démocratie participative et d'organisation communautaire; publier les meilleures analyses radicales de la société canadienne; et faire resurgir la littérature socialiste libertaire longtemps étouffée par la gauche.
Depuis les années 1970, il est actif dans l'organisation communautaire municipaliste radicale à Montréal. Il participe à la fondation du Comité des Citoyens de Milton-Park (CCMP) et contribue à un effort de dix ans pour empêcher la destruction d'un quartier patrimonial de six pâtés de maisons. Le quartier est transformé en la plus grande coopérative de logement à but non lucratif d'Amérique du Nord, avec quelque 1 200 résidents fédérés en 22 coopératives et associations de logement à but non lucratif sur la première fiducie foncière du Canada, empêchant ainsi toute spéculation foncière. Roussopoulos est président de l'University Settlement of Montreal, qui cherche à démocratiser et à localiser l'économie du quartier et a lancé avec succès une coopérative de crédit, une bibliothèque publique et un jardin sur les toits.
Roussopoulos est également un membre actif du Mouvement des citoyens de Montréal de 1975 à 1978, au sein duquel il plaide pour la décentralisation démocratique du pouvoir politique de l'hôtel de ville vers les conseils de quartier de Montréal, ainsi que pour la création de logements sociaux par le biais de coopératives sans but lucratif.
Pour promouvoir les idées municipalistes libertaires d'écologie sociale, Roussopoulos fonde Montréal Écologique (Ecology Montreal) en 1989, le premier parti vert municipal en Amérique du Nord. Avec Serge Mongeau et Jacques Gélinas, Roussopoulos cofonde Les Editions Eco-Société en 1992. Au milieu des années 1990, il fonde avec Lucia Kowaluk, sa compagne de vie, le Centre d'écologie urbaine de Montréal (Montreal Center for Urban Ecology). Il fonde ensuite la Société de développement communautaire de Montréal (Montreal Community Development Corporation), qui incorpore le Centre d'écologie urbaine de Montréal, ainsi que la Place Publique (Place publique), le Groupe-ressource en éco-design (Eco-design Resource Group) et la Démocratie municipale et citoyenneté (Municipal Democracy and Citizenship).
De 2001 à 2012, Dimitri Roussopoulos dirige le Taskforce on Municipal Democracy of the City of Montreal, qui propose et rédige la Charte montréalaise des droits et responsabilités, la première charte du droit à la ville en Amérique du Nord, qui est ensuite reconnue par l'UNESCO. La task-force adopte ensuite la première initiative citoyenne de consultation publique, qui permet aux citoyens pétitionnaires d'obtenir des consultations publiques sur un large éventail de questions de politique publique, une première en Amérique du Nord. Il organise aussi cinq sommets citoyens (2001-2010) pour une démocratie ascendante, réunissant un millier de citoyens et d'organisations non gouvernementales pour faire avancer un programme citoyen de changement.
En 2009, aux côtés de Phyllis Lambert et Dinu Bumbaru, Roussopoulos fonde l'Institut des politiques alternatives de Montréal (IPAM), un groupe de réflexion visant à faire la lumière sur la planification urbaine et les politiques de développement.
En 2012, il fonde l'Institut transnational d'écologie sociale, un réseau d'intellectuels et d'activistes basé à Athènes et travaillant dans plusieurs villes d'Europe.
En 2018, il co-organise l'exposition Milton-Parc : How We Did It, présentée au Centre canadien d'architecture de septembre 2018 à mars 2019. Il est actuellement président de la Communauté Saint-Urbain, un projet communautaire visant à réaménager le site patrimonial de l'Hôtel-Dieu de Montréal, de manière à ce que le site conserve son statut important dans la communauté, tout en répondant aux besoins des résidents locaux.

### Anglais
- The Case for Participatory Democracy, co-edited with C. George Benello, 1970
- The New Left in Canada, edited by Dimitri Roussopoulos, 1970
- Political Economy of the State – Canada, Quebec, United States, edited by Dimitri Roussopoulos, 1973
- Canada and Radical Social Change, edited by Dimitri Roussopoulos, 1973
- Quebec and Radical Social Change, edited by Dimitri Roussopoulos, 1974
- City and Radical Social Change, edited by Dimitri Roussopoulos, 1982
- Our Generation against Nuclear War, edited by Dimitri Roussopoulos, 1983
- 1984 and After, co-edited Marsha Hewitt, 1984
- Coming of World War Three, 1986
- Radical Papers, 1986, Radical Papers 2, 1987, edited by Dimitri Roussopoulos
- Anarchist Papers, 2001; Anarchist Papers 2, 1989; Anarchist Papers 3, 1990 edited by Dimitri Roussopoulos
- Dissidence – Essays against the Mainstream, 1992
- Political Ecology; Beyond Environmentalism, 1993
- Public Place – Citizen Participation in the Neighbourhood and the City, 1999
- The New Left – Legacy and Continuity, edited by Dimitri Roussopoulos, 2007
- Faith in Faithlessness – An Anthology of Atheism, edited by Dimitri Roussopoulos, 2008
- The Rise of Cities, edited by and written by Dimitri Roussopoulos, 2012
- Villages in Cities: Community Land Ownership, Cooperative Housing, and the Milton Park Story, co-edited with Joshua Hawley, 2019

### Français
- L'écologie politique – Au-delà de l'environnementalisme, 1994
- Au bout de l'Impasse à gauche – récits de vie militant et perspectives d'avenir, 2007

## Lectures complémentaires
- 1968 Memories and Legacies of a Global Revolt, edited by Phillipp Gassert & Martin Klimke, German Historical Institute, Washington, D.C. 2009
- Canada's 1960s by Bryan D. Palmer, University of Toronto Press, Toronto, 2009
- The Canadian Encyclopedia, Hurtig Publishers, Edmonton, 1988
- The Empire Within by Sean Mills, McGill-Queen's University Press, Montreal, 2010
- Keeping to the Marketplace by John C.Bacher, McGill-Queen's University Press, Montreal, 1993
- Left, Left, Left: Personal Account of Six Protest Campaigns, 1945–65 by Peggy Duff, Allison & Busby, London, 1971,  (ISBN 0-85031-056-3)
- The Milton-Park Affair – Canada’s Largest Citizen-Developer Confrontation by Claire Helman, Véhicule Press, Montreal, 1987
- Spying 101 – The RCMP's Secret Activities at Canadian Universities, 1917–1997, Steve Hewitt, University of Toronto Press, Toronto, 2002
- Saillant, Francois, Lutter pour un Toit, Ecosociete, 2018.